# NK Bravo
El Nogometni klub Bravo Ljubljana (en español: Club de Fútbol Bravo Liubliana) es un club de fútbol ubicado en Spodnja Šiška, Liubliana, Eslovenia. Compite en la Primera Liga de Eslovenia. Fue fundado el 2006.

## Datos del club

### Palmarés
| Competición nacional   | Títulos |
| ---------------------- | ------- |
| Segunda División (1/0) | 2018–19 |
| Tercera División (1/0) | 2016–17 |

| Competición regional                       | Títulos |
| ------------------------------------------ | ------- |
| Liga regional de Liubliana (Nivel 4) (1/0) | 2014/15 |
| Liga MZN de Liubliana (Nivel 5) (1/0)      | 2013/14 |
| MNZ Ljubljana Cup (1/0)                    | 2017–18 |

## Participación en competiciones de la UEFA
| Temporada | Torneo                 | Ronda             | Club                 | Casa | Visita    | Global |
| --------- | ---------------------- | ----------------- | -------------------- | ---- | --------- | ------ |
| 2024–25   | UEFA Conference League | 1° Clasificatoria | Connah's Quay Nomads | 0–1  | 2–0 (aet) | 2–1    |
| 2024–25   | UEFA Conference League | 2° Clasificatoria | Zrinjski Mostar      | 1–3  | 1–0       | 2–3    |